# Deutschordenskommende Gangkofen

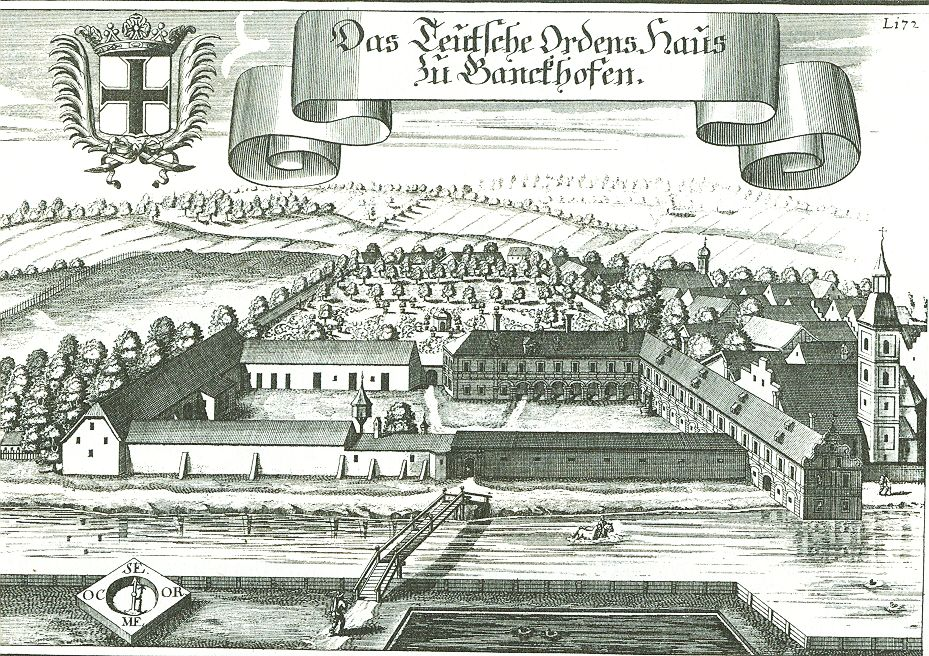
Deutschordenskommende Gangkofen nach einem Stich von Michael Wening von 1721

Die Deutschordenskommende Gangkofen liegt im gleichnamigen Markt Gangkofen im niederbayerischen Landkreis Rottal-Inn. Die Gründung geht zurück auf das Jahr 1279 (oder 1278), in dem der Ordensritter Graf Wernhard II. von Leonberg eine entsprechende Stiftung für ein Ordenshaus machte. Die Kommende Gangkofen war Teil der Deutschordensballei Franken; dies führte dazu, dass das Ordensgebiet ab 1500 zum Fränkischen Reichskreis gehörte. Diese Kommende des Deutschritterordens wurde 1806 durch das Königreich Bayern aufgelöst. Bis dahin war sie die einzige Niederlassung des Deutschen Ordens im heutigen Niederbayern.

## Geschichte
Mit der Stiftungsurkunde vom 9. August 1279 (bisweilen auch auf das Jahr 1278 bezogen) schenkte Graf Wernhard II. von Leonberg dem Deutschritterorden das Patronatsrecht über die Pfarreikirche (parochialis ecclesie) und der nove capellae im heutigen Ortsteil Heiligenstadt von Gangkofen (heute Wallfahrtskirche St. Salvator). Bedingung war, dass dort ein selbständiges, nur dem magister generalis unterstehendes Ordenshaus gegründet wird. Der Gründer Graf Wernhard war selbst Mitglied des Deutschritterordens.
Bei der Bestätigung der Stiftung durch das Bistum Regensburg ergaben sich Zwistigkeiten. Der Bischof Heinrich II. von Rotteneck und das Domkapitel waren der Auffassung, dass Graf Wernhard Gangkofen nicht als freies Eigen, sondern als hochstiftiges Lehen besaß. Erst nachdem der Leonberger dem Bistum Regensburg einen reichlichen Ausgleich hatte zukommen lassen (Güter in Tunding und Forst in Südtirol), stimmte der Bischof der Stiftung zu.
Bereits am 5. August 1279 wird als erster Komtur Hermann von Mansdorf, ein Ordensbruder aus dem Ordenshauses zu Regensburg, der Deutschordenskommende St. Ägid, eingesetzt; offensichtlich erfolgte zeitgleich eine Besiedlung mit weiteren Ordensbrüdern. Die in den Ordensstatuten vorgesehene Anzahl an zwölf Brüdern und einem Komtur (in Anlehnung die Zwölf Apostel) wurde allerdings nie erreicht, gleichzeitig sind maximal acht Ordensbrüder in den Kopialbüchern bezeugt.
In einem Vertrag vom 6. Juni 1280 mit dem Hochmeister des Deutschen Ordens Hartmann von Heldrungen und dem Stifter wird festgelegt, dass von den Spenden und Stiftungen an die Kirchen nichts ohne Zustimmung des Leonbergers abgezweigt werden darf, sondern dass alles für die zu errichtenden Ordensgebäude bestimmt ist. Das Ordenshaus sollte exemt sein und nur der Hochmeister darf über seine Einkünfte für die Aufgaben des Ordens im Heiligen Land verfügen. Außer dem Gebäude der Kirchenfabrik durfte kein anderes Gebäude errichtet werden, das den Burgen oder Befestigungen des Leonbergers schaden könnte. Rechtsgewalt galt nur gegenüber den dem Altar zinspflichtigen Hintersassen. Der Orden hatte für die Angehörigen der Pfarrei für einen Geistlichen und weitere Priester für die umliegenden Gotteshäuser zu sorgen. Dem Orden kam dabei das Recht zur Präsentation des Pfarrers zu, er konnte die Kapläne mit dem Hochstift Regensburg abstimmen, den Kommendenverwalter ernennen und absetzen sowie die Schulmeister und die übrigen Dienstpersonen der Kommende in die Pflicht nehmen.
In der Folgezeit konnte die Deutschordenskommende zu Gangkofen durch Schenkungen, Zukäufe, Pitanzen oder Seelgerätstiftungen beträchtlichen Besitz erwerben, auch anlässlich des Eintrittes neuer Ordensmitglieder wurde Allodialgut an den Orden übertragen. Offensichtlich wurde ein mit Ordenspriestern ausreichend besetztes Ordenshaus von der Bevölkerung und den Stiftern als Garant für die Abhaltung der Totenvigilien und der Stiftungsmessen angesehen.
Am 20. Juli 1316 folgte durch Heinrich VII. Graf von Leonberg die Schenkung der Pfarrei Zimmern und ihrer Filialkirche in Tann, gelegen im Erzbistum Salzburg, an den Deutschen Orden. Hintergrund war, dass die Grafen von Leonberg große Besitzungen in dieser Gegend hatten. Der Kirche von Zimmern war durch die Herren von Tann und die Grafen von Leonberg ein Pfarrgut von 164 Tagwerk geschenkt worden; dies war die Grundlage, dass Zimmern mit Tann aus dem vorher bestehenden Pfarrverband mit Stammham als eigene Pfarre ausgeschieden und zu einer eigenen Pfarre erhoben werden konnte. Das Patronatsrecht stand den Grafen von Leonberg zu. Das bedeutete auch, dass Abgaben an die Grafschaft (die dann wittelsbachisch geworden war) entrichtet werden mussten. Diese Schenkung wurde in mehreren bezeigten Urkunden festgehalten, so in einer vom 20. August 1316 und in einer weiteren gegenüber dem deutschen König, die von Kaiser Ludwig dem Bayer im November 1316 und nochmals in einer Urkunde, die von den bayerischen Herzögen Heinrich, Otto und Heinrich unterzeichnet wurden. Dies war notwendig, um den Besitz der Kommende gegen den Zugriff der Wittelsbacher zu schützen. Mit dem Erzbistum Salzburg mussten ebenfalls Übereinkommen getroffen werden. Dabei wurde das Präsentationsrecht dem Grafen bzw. der Kommende Gangkofen zugeschrieben, die Einsetzung wurde jedoch vom Erzbischof vorgenommen, wobei auch Abgaben zu leisten waren. 1318 wurde dies mit Erzbischof Friedrich und dem Salzburger Domkapitel ausgehandelt.
Die Besitzzunahme scheint im 14. Jahrhundert ein Ende gefunden zu haben; in der Folgezeit wird eher Besitzsicherung betrieben (das Verzeichnis der der Deutschordenskommende unterstehenden Höfe und Hausstätten weist um 1806 immerhin 115 zinspflichtige Objekte auf).
Seit dem 16. Oktober 1352 ist Gangkofen der Deutschordensballei Franken unterstellt. Das Deutsche Haus und auch der Markt zu Gangkofen war am 5. Dezember 1393 von Herzog Friedrich und am 4. Februar 1451 von Herzog Ludwig unter ihren fürstlichen Schutz gestellt worden. Deren Nachfolger Herzog Heinrich XVI. hatte sich aber im Unterschied zu seinen Vorfahren 1423 mit Gewalt des Ordenshauses in Gangkofen bemächtigt. Hintergrund war seine Beteiligung an einer Preußenfahrt von 1422. Von dem Ordensmarschall Ulrich Zenger hatte er das Versprechen einer möglichen ziemlichen Zehrung erhalten. Da Heinrich in Preußen aber nicht für den Orden tätig geworden ist und auch wegen der begrenzten Mittel des damals sehr bedrängten Ordens, leistete ihm der Hochmeister Michael Küchmeister als Ersatz nur eine Abschlagszahlung von 1400 anstatt der verlangte 6761 Gulden; sein Nachfolger, der Hochmeister Paul von Rusdorf, wollte ebenfalls nicht zahlen. Letztendlich nahm sich der Deutschmeister Eberhard von Saunsheim, dem an einem guten Verhältnis mit dem Wittelsbacher gelegen war, der Forderungen des Herzogs an. Diese waren 1426 sogar Gegenstand des Reichstages von Nürnberg; vermutlich verlief die Angelegenheit aber im Sande und die Forderungen des Herzogs blieben unerfüllt. Unter Herzog Ludwig IX. wird der Deutschordenskommende und auch dem Markt Gangkofen wieder ein Brief zu dem fürstlichen Schutz ausgestellt.
In der beginnenden Reformationszeit war das Konventsleben in Gangkofen intakt, aber doch Bedrängnissen ausgesetzt. Für 1513 sind sechs Konventsmitglieder nachgewiesen und auch die Pfarrei ist von einem Ordenspriester besetzt. Damals trat der Hochmeister des Ordens Albrecht von Brandenburg-Ansbach zum Protestantismus über. Auch in Bayern hatte sich die Lehre Luthers unter dem Volk weit verbreitet, was bedeutete, dass die Bereitschaft zu Opfergaben drastisch zurückgegangen war. Dies führte zu Klagen der in Gangkofen tätigen Ordenspriester (Mang Rapolt, Eustachius Loblin von Ellingen, Bruder Martin von Hailprunn), dass sie nicht einmal mehr den Lohn eines Taglöhners bekämen. Allerdings reagierte der Deutschmeister Dietrich von Cleen nur mit guten Ratschlägen und dem Hinweis auf den gelobten Gehorsam. 1528 war von dem Martin von Heilbrunn bekannt geworden, dass er sich als Anhänger der Lehre Luthers deklariert hatte. Da die Bayernherzöge bei ihrem katholischen Glauben blieben, musste der Orden schnell handeln und der Konventspriester wurde gefangen gesetzt und auf die Kapfenburg verbracht (erst am 19. Juni 1538 wurde er nach Leistung einer Bürgschaft wieder nach Gangkofen versetzt). Das Balleikapitel machte zudem klar, dass man keine Bekenntnisse zugunsten der lutterischen weysse dulden werde. Dennoch blieb die Situation zu Gangkofen schwierig, denn die Ordenspriester erfuhren von ihren Priesterbrüdern keine finanzielle Unterstützung und das bodenständige Volk stellte gemäß der lutherschen Lehre das Weihepriestertum in Frage mit der Folge eines drastischen Rückgangs an Opferwilligkeit. Zudem bestanden für den ganzen Orden Probleme hinsichtlich der Rekrutierung des Priesternachwuchses. In Ganzkofen führte das sogar dazu, dass Mitte des 16. Jahrhunderts anstatt der Ordenspriester vier Weltpriester beschäftigt werden mussten. Zudem traten mit einzelnen Ordensmitgliedern gravierende Probleme auf. Der Hauskomtur Philipp Schelm von Bergen wurde etwa wegen schlechter Haushaltsführung, Gewalttätigkeit gegenüber verschiedenen Personen, Jagdfrevel und der Verletzung des Zölibats beschuldigt; zudem überwarf er sich mit den Bürgern Gangkofens in vielerlei Hinsicht. Noch 1598 sah sich der Hochmeister Johann Eustach von Westernach  nicht in der Lage, einer Interzession gegenüber dem zu Mergentheim festgesetzten Ordensritter Schelm von Bergen zuzustimmen.
Am 19. Oktober 1599 ist bei einem Wagner in Gangkofen ein Feuer ausgebrochen, das 47 Gebäude in dem Ort und Gebäude der Kommende (Priester-, Schul- und Mesnerhaus, Getreidescheune) erfasste, gerettet werden konnte das gemauerte Haus der Kommende, die Pfarrkirche, der Kasten und das Vieh. Trotz zugestandener Scharwerksdienste und zugesagter Mittel der Ballei Franken blieb der Wiederaufbau unvollendet und die Geistlichen mussten auch noch während des Dreißigjährigen Krieges zur Miete im Ort wohnen. In dieser Zeit wurde nach einem Beschluss der Ballei vom 12. Mai 1655 auch kein eigener Komtur eingesetzt, weil sie unvermögenheit willen, khein Commenthur ertragen mögen. Nur ein Verwalter (in Gangkofen Richter genannt) führte die Amtsgeschäfte. In den letzten Tagen des Dreißigjährigen Krieges ist die Gegend um Gangkofen von den Kriegsereignissen in Mitleidenschaft gezogen worden. Am Pfingsttag 1666 vernichtete wiederum ein weiterer Brand die Pfarrkirche, das Schulhaus und die Unterkünfte des Mesners und Schulmeisters. Der Wiederaufbauarbeiten wurden unverzüglich aufgenommen und am 19. November 1666 konnten in dem wiederaufgebauten Chor der Kirche bereits ein Gottesdienst abgehalten werden. Allerdings ergaben sich aus der Bevölkerung Klagen wegen überhöhter Friedhofs- und Stolgebühren; ein Antrag auf 4000 Gulden Bausteuer aus den vermögenderen Gemeinden wurden vom Hof in München abgelehnt. Zwischen 1665 und 1681 hatten in Gangkofen Augustinereremiten aus dem Kloster Seemannshausen die Pfarrgeschäfte übernommen. Allerdings gab es Beschwerden aus der Bevölkerung über die unregelmäßige Abhaltung von Gottesdiensten. Erst 1691 wurde dem Prior des Klosters die Betreuung der Filialkirchen aufgekündigt.
Im August 1686 wurde der Deutschordenspriester und Benefiziat Bartholomäus Gerwein als Pfarrverweser zu Gangkofen eingesetzt. Unter ihm wird der Wiederaufbau der Kommende systematisch in Angriff genommen. Der Trakt der Kommende zur Bina hin wurde wegen der Ereignisse des Spanischen Erbfolgekrieges ausgesetzt. Nach dem Ende des Krieges machte Pfarrer Christian Philipp Burrach mit dem Ordensritter Philipp Benedikt Fortmeister zu Gelnhausen einen Anlauf zum Neubau des ins Stocken geratenen Kirchenbaus. Zwei Flügel des Kommendengebäudes waren 1692 von Grund auf neu erbaut worden. Die Kommende hatte auf Bitten des Landkomturs Johann Wilhelm von Zocha seit dem 14. August 1685 die Niedergerichtsbarkeit erhalten und musste von ca. 200 Untertanen die Steuern einsammeln und nach Landshut weiterleiten. Allerdings besaß die Kommende damals noch nicht die Edelmannfreiheit und war auch keine Hofmark. Erst 1745 wurde die Niedergerichtsbarkeit in vollem Maße genehmigt. 1718 wurde der Weiterbau der Kirche in die Wege geleitet und Franz Keller als Baumeister beauftragt. Für die Marmorierungsarbeiten wurde Benedict Zöpf angefordert. Die am Ort ansässigen Leib-Christi- und eine Armen-Seelen-Bruderschaft beteiligten sich an den Baukosten. Der Kirchenbau wurde 1722 fertiggestellt. Der Komtur Christoph Anton Karl Freiherr von Berndorf ließ ohne Genehmigung durch die Provinzoberen die Ökonomiegebäude und die Stallungen abreißen und an deren Stelle einen Garten und ein Glashaus errichten. Am 7. Mai 1755 schlug ein Blitz im Turm der Pfarrkirche ein, aber der Schaden wurde umgehend ausgebessert. Durch den Siebenjährigen Krieg hatte der bayerische Kurfürst Max III. Josef einen hohen Kapitalbedarf und deshalb wurde ihm von Papst Benedikt XIV. 1757 eine Dezimation, d. h. eine zehnprozentige Besteuerung des Kirchenvermögens, auf fünf Jahre genehmigt. Darüber ergab sich eine längere Auseinandersetzung mit einem unter Kurfürst Karl Theodor für den Deutschen Orden günstigen Ausgang. 1787 kam es zu neuen Dezimats-Forderungen durch Bayern; diesen wollte man durch eine doppelte Rittersteuer und ein freiwilliges Donum Gratuitum zuvorkommen, war allerdings nicht gelang – und so musste Gangkofen 1797 die sechsfache Rittersteuer entrichten.
Die Kommende Gangkofen des Deutschen Ordens wurde noch vor dem Frieden von Preßburg am 9. Dezember 1805 von Bayern sequestriert und am 11. Januar 1806 von dem Königreich Bayern in Besitz genommen. Am 9. August 1806 erfolgte eine Schätzung der zur Komturei gehörenden Besitzungen, dann wurden die Gebäude versteigert und der Bürger Josef Fruhmann war der erste Käufer eines ehemaligen Komtureigebäudes. Der Orden selbst wurde durch das Aufhebungsdekret Napoleons von Regensburg vom 24. April 1809 in den Staaten des Rheinbundes vorerst beendet. Nach der Auflösung der Kommende wurde in Gangkofen anstelle der Klosterpfarre eine eigenständige Pfarrei errichtet.
Von den Ordensrittern sind keinerlei bedeutsame kulturelle, schriftstellerische oder wissenschaftliche Leistungen bezeugt. Die von der Kommende angestellten Schullehrer (zugleich Organisten), waren äußerst schlecht bezahlt und brachten keinerlei pädagogische Voraussetzungen für ihre Tätigkeit mit. Obwohl die Deutschordenskommende immer als arm und klein bezeichnet wurde, haben einzelne Komture ein verschwenderisches Leben als Landedelmann geführt. Dies war der Fall bei Christoph Anton Karl Freiherr von Berndorf und der Komtur Johann Philipp Friedrich Wilhelm von Weitershausen, der bei seiner Suspendierung 1785 Schulden in der Höhe von über 1000 Gulden angehäuft hatte.

Deutschordenskommende Gangkofen
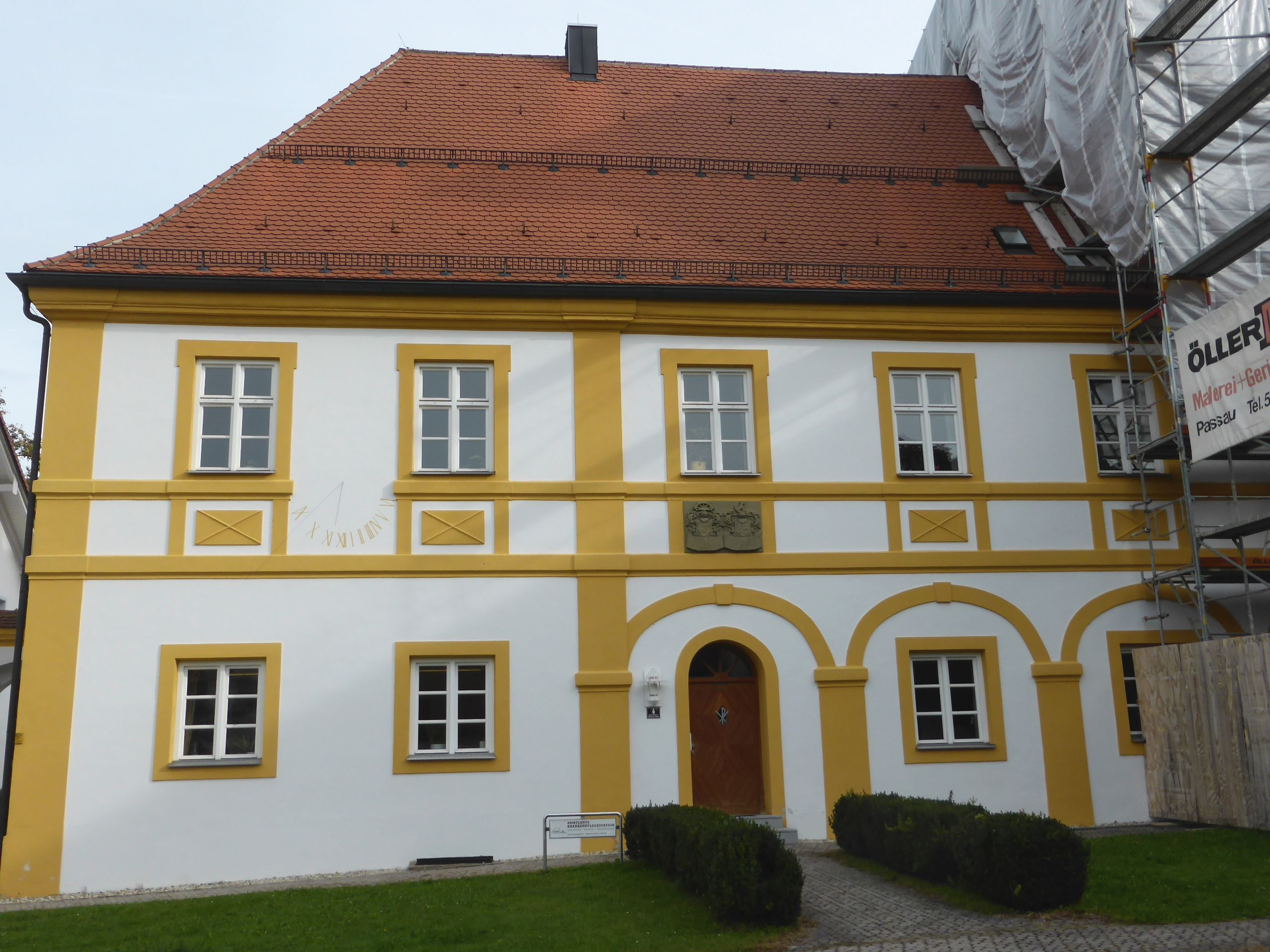
Deutschordenshaus 4
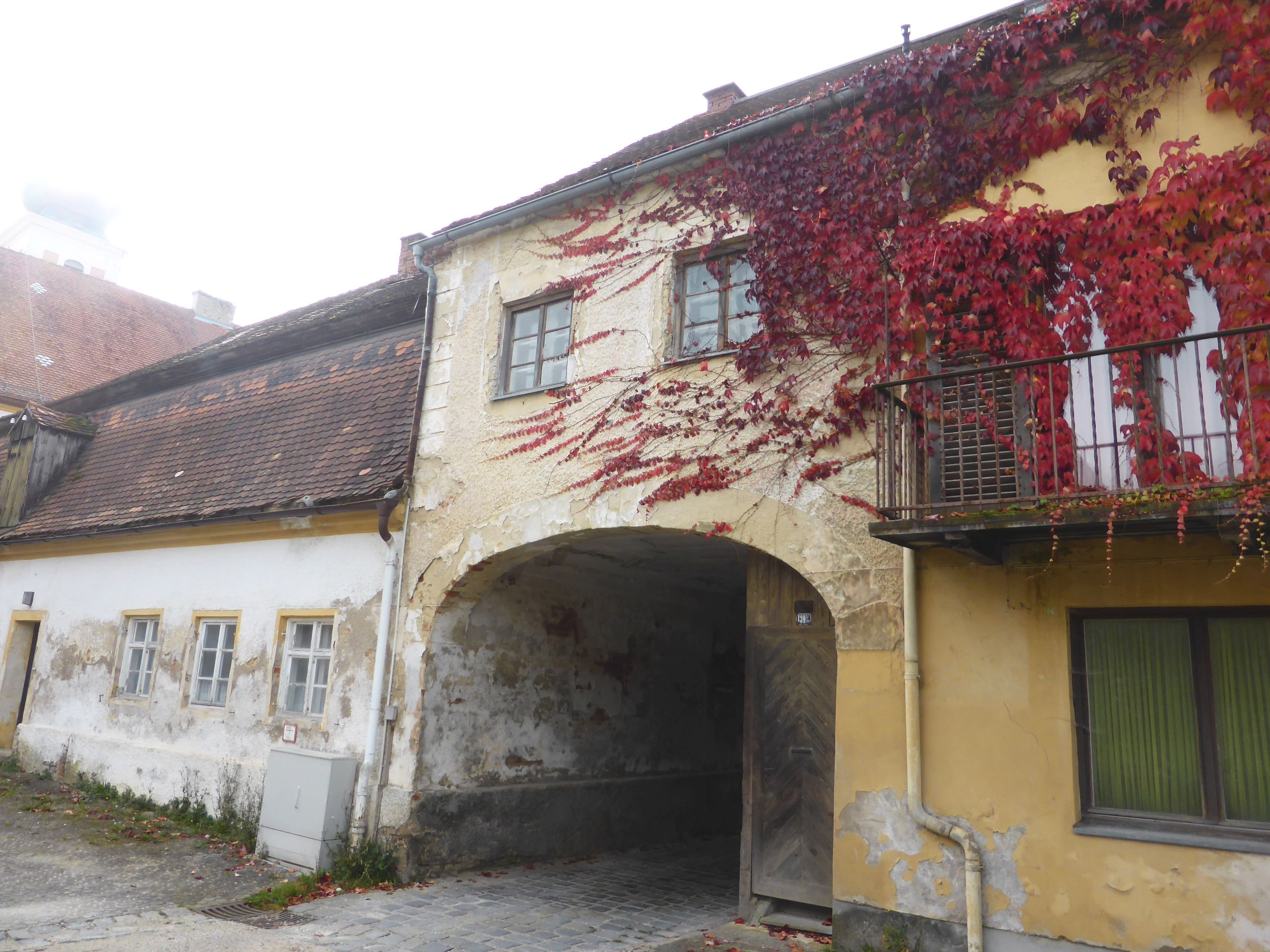
Torbogenhaus Deutschordenskommende
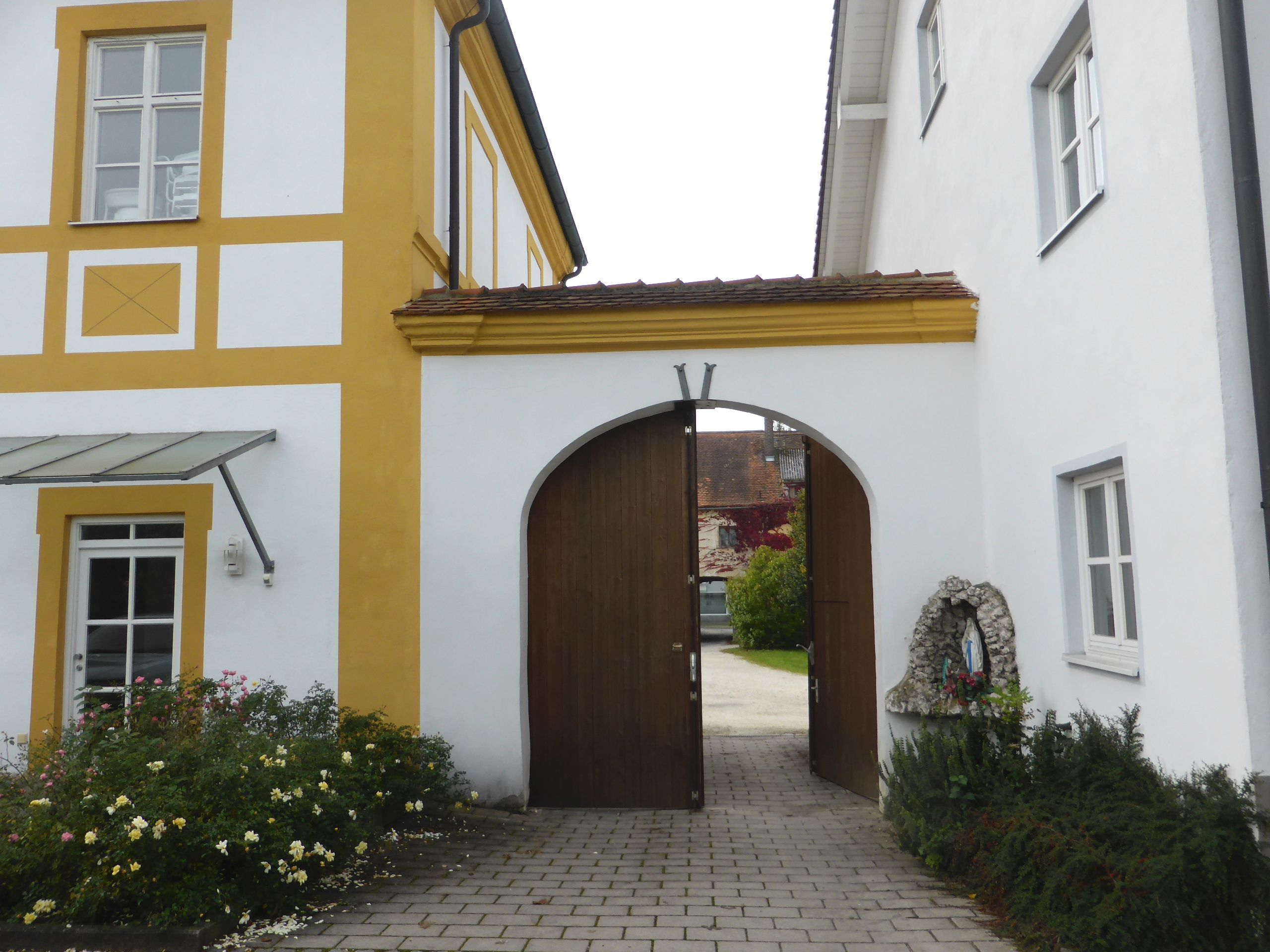
Durchgang Kirche und Deutschordenshaus 4
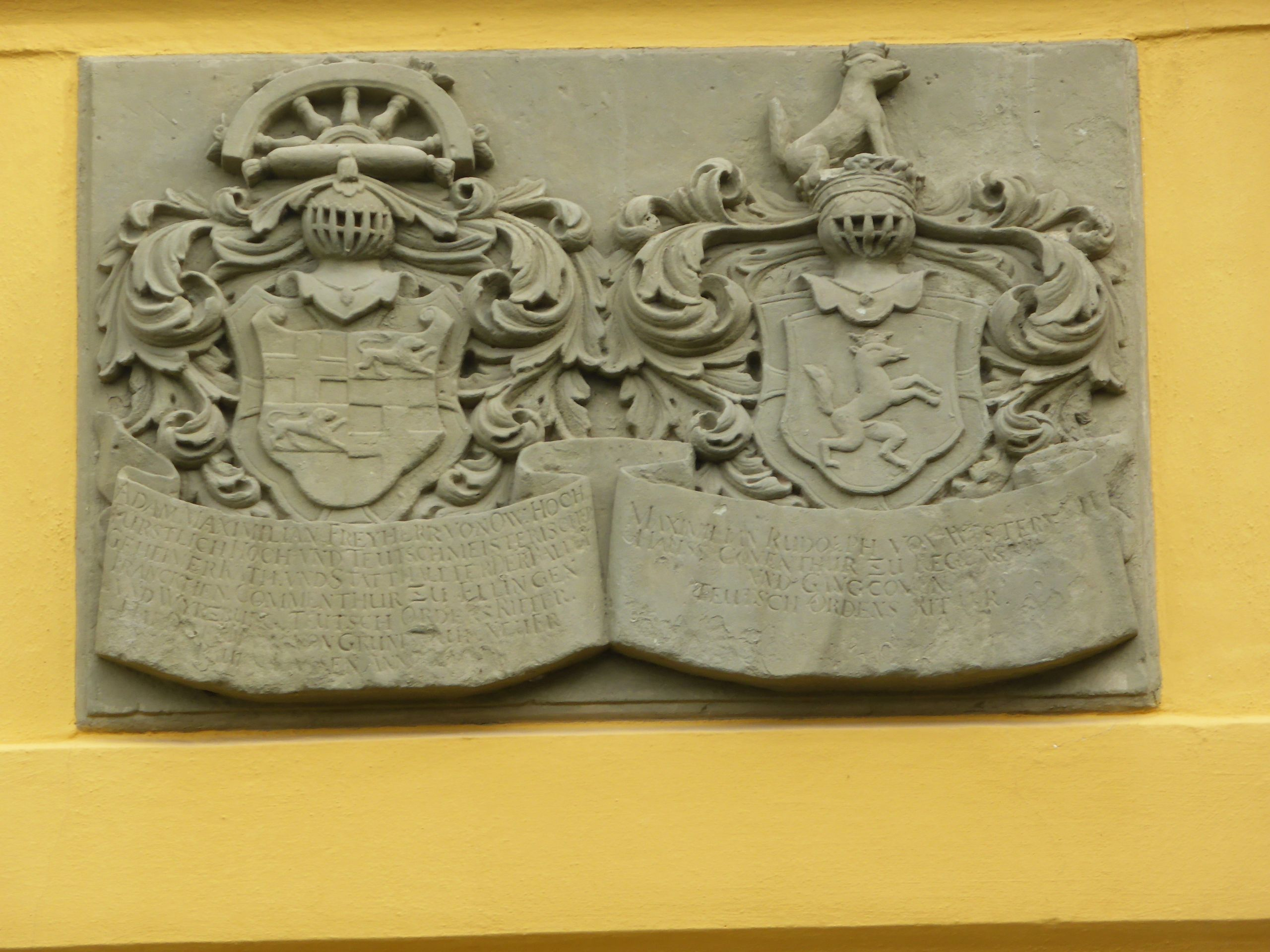
Allianzwappen auf Deutschordenshaus 4

## Deutschordenskommende Gangkofen einst und jetzt
Die Gebäude der Deutschordenskommende wurden 1599 durch einen Brand zusammen mit dem halben Markt vernichtet und auch durch ein weiteres Schadensereignis im Jahr 1666 in Mitleidenschaft gezogen. Der Stich von Michael Wening zeigt die Situation nach dem Wiederaufbau um 1721. Die Kommende besteht aus einem L-förmigen und zweigeschossigen Herrenhaus mit Arkaden im Erdgeschoss. Zusammen mit den Wirtschaftsgebäuden wird ein rechteckiger Innenhof gebildet, außerhalb ist eine ausgedehnte und eingezäunte Parkanlage zu erkennen. An die Kommende schließt die Pfarrkirche St. Mariä Himmelfahrt an, die nach den Plänen des Deutschordensbaumeisters Franz Keller erbaut wurde. Die Anlage ist unmittelbar an der Bina gelegen und liegt heute zentral im Ort Gangkofen. Die Gebäude weisen eine bemalte Putzgliederung auf.
Es besteht heute das ehemalige Verwalterhaus (Deutschhaus 1) als zweigeschossiges abgewalmtes Satteldachhaus, das im Kern um 1691 erbaut wurde. Seine äußere Erscheinung und die Erweiterung nach Süden stammen aus dem Jahr 1878, damals wurde eine Durchgangsbrücke zur Westempore der Pfarrkirche geschaffen. Rechtwinklig dazu liegt der Pfarrhof, der um 1791 geschaffen wurde. Auch das sogenannte Schwesternhaus (mit einem Traufgesims) schließt an den Pfarrhofflügel an und stammt um 1791. Die Ökonomiegebäude der ehemaligen Deutschordenskommende (Deutschhaus 3) sind ein erdgeschossiger Mansarddachbau. Der Osttrakt ist ein spätbarocker zweigeschossiger Bau um 1691, der unter Verwendung des Vorgängerbaus vor dem Brand von 1666 errichtet wurde.

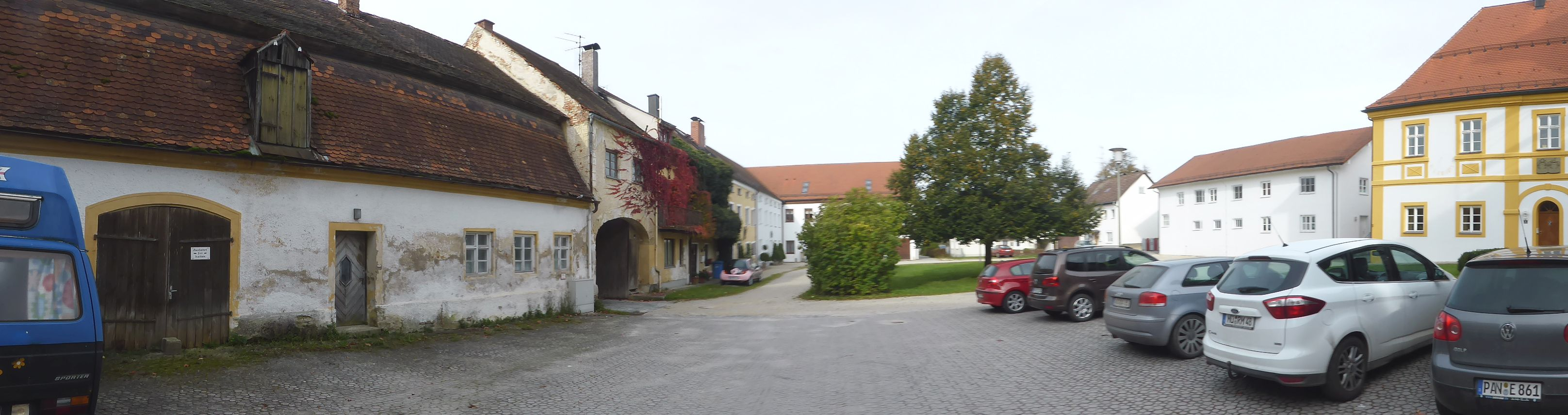
Ehemalige Wirtschaftsgebäude der Deutschordenskommende

In den späteren Jahren wurden Teile des Kommendegebäudes als Schule verwendet, andere wurden von den Armen Schulschwestern zu Wohnzwecken genutzt. Nach deren Weggang von Gangkofen im September 2001 wurden die Baulichkeiten mit Einverständnis der Ordensleitung in München der Pfarrkirchenstiftung Gangkofen übergeben. Heute ist in den ehemaligen Räumlichkeiten der Armen Schulschwestern die Ambulante Pflegestation Gangkofen untergebracht. Neben dem Pfarrsaal und den Verwaltungsräumen der Pfarrgemeinde befindet sich darin auch eine Kaplanwohnung.